# Nya demokratiska partiet (Kanada)
Nya demokratiska partiet (engelska: New Democratic Party, förkortat NDP; franska: Nouveau Parti Démocratique, förkortat NPD) är ett socialdemokratiskt parti i Kanada. Partiet bildades 1961 ur bland annat Co-operative Commonwealth Federation, och har sedan dess haft mandat i Kanadas parlament. Jagmeet Singh är partiledare sedan 2017.
Partiet ställer också upp i val till alla provinsparlament, med undantag för Québecs nationalförsamling. Det deltar även i valen till Yukonterritoriets lagstiftande församling. Québec-avdelningen bröt sig ur partiet 1990 och ingår idag i Québec solidaire. Partiet är eller har varit i regeringsställning i Manitoba, Nova Scotia, Ontario, Saskatchewan, British Columbia, Yukon och Alberta.
Partiets traditionella rötter finns i fackföreningsrörelsen, men det har idag även band till bland annat miljörörelsen.
I parlamentsvalet 2011 fick partiet ett historiskt resultat.  Partiet kom tvåa, med fler röster än Liberala partiet för första gången, och blev därmed den officiella oppositionen i underhuset.
I parlamentsvalet 2021 kom partiet fyra, efter det Konservativa Partiet, Bloc Québecois och Liberala Partiet. Från Mars 2022 till September 2024 agerade partiet som stödparti till Liberala Partiet i federala regeringen.

## Valresultat
| Val  | Partiledare       | Röster    | Röstandel     | Andel ± | Mandat    | Mandat ± | Ref |
| ---- | ----------------- | --------- | ------------- | ------- | --------- | -------- | --- |
| 1962 | Tommy Douglas     | 1 044 754 | 13,57 procent | +13,57  | 19 / 265  | +19      |     |
| 1963 | Tommy Douglas     | 1 044 701 | 13,24 procent | -0,33   | 17 / 265  | -2       |     |
| 1965 | Tommy Douglas     | 1 381 658 | 17,91 procent | +4,67   | 21 / 265  | +4       |     |
| 1968 | Tommy Douglas     | 1 378 263 | 16,96 procent | -0,95   | 22 / 264  | +1       |     |
| 1972 | David Lewis       | 1 725 719 | 17,83 procent | +0,87   | 31 / 264  | +9       |     |
| 1974 | David Lewis       | 1 467 748 | 15,44 procent | -2,40   | 16 / 264  | -15      |     |
| 1979 | Ed Broadbent      | 2 048 988 | 17,88 procent | +2,45   | 26 / 282  | +9       |     |
| 1980 | Ed Broadbent      | 2 150 368 | 19,67 procent | +1,89   | 32 / 282  | +5       |     |
| 1984 | Ed Broadbent      | 2 150 368 | 18,81 procent | -0,97   | 30 / 282  | -2       |     |
| 1988 | Ed Broadbent      | 2 685 263 | 20,38 procent | +1,57   | 43 / 295  | +13      |     |
| 1993 | Audrey McLaughlin | 933 688   | 6,88 procent  | -13,50  | 9 / 295   | -34      |     |
| 1997 | Alexa McDonough   | 1 434 509 | 11,05 procent | +4,17   | 21 / 301  | +12      |     |
| 2000 | Alexa McDonough   | 1 093 748 | 8,51 procent  | -2,54   | 13 / 301  | -8       |     |
| 2004 | Jack Layton       | 2 116 536 | 15,68 procent | +7,17   | 19 / 308  | +6       |     |
| 2006 | Jack Layton       | 2 589 597 | 17,48 procent | +1,71   | 29 / 308  | +10      |     |
| 2008 | Jack Layton       | 2 517 075 | 18,13 procent | +0,70   | 37 / 308  | +8       |     |
| 2011 | Jack Layton       | 4 508 474 | 30,63 procent | +12,44  | 103 / 308 | +66      |     |
| 2015 | Tom Mulcair       | 3 441 409 | 19,71 procent | -10,92  | 44 / 338  | -59      |     |
| 2019 | Jagmeet Singh     | 2 903 722 | 15,98 procent | -3,78   | 24 / 338  | -20      |     |
| 2021 | Jagmeet Singh     | 3 036 346 | 17,83 procent | +1,84   | 25 / 338  | +1       |     |
| 2025 | Jagmeet Singh     | 1 237 295 | 6,3 procent   | -11,53% | 7 / 343   | -18      |     |